# Shauna Sand
 (décembre 2013).
Si vous disposez d'ouvrages ou d'articles de référence ou si vous connaissez des sites web de qualité traitant du thème abordé ici, merci de compléter l'article en donnant les références utiles à sa vérifiabilité et en les liant à la section « Notes et références ».
Pour les articles homonymes, voir Sand.
Shauna Sand (parfois créditée en tant que Shauna Sand-Lamas), née le 2 septembre 1971 à San Diego dans l’État de Californie aux États-Unis, est une playmate et actrice américaine. Elle a été élue « Miss mai 1996 » du magazine Playboy.

## Enfance et débuts
Depuis l’âge de cinq ans, Shauna Sand a étudié le ballet, le jazz et le théâtre. À onze ans, elle s’inscrit dans l’école des arts du spectacle The School of Creative and Performing Arts, et à treize ans elle reçoit une bourse de danse pour entrer dans l’école de ballet Ballet West, située à Aspen, dans le Colorado. Elle admet être timide et ne pas avoir beaucoup de temps pour une vie sociale.
Elle commence à être modèle à l’âge de neuf ans après avoir été approchée par un photographe local. Elle signe avec l’agence Elite/Petite agency, à New York, à l’âge de quinze ans. Elle met ensuite de côté son passé de modèle pour aller à Paris et obtient un Baccalauréat en arts en International Business Administration à l’American University of Paris. Elle y apprend le français et le parle.

## Carrière
Après avoir soumis des photos à Playboy, Shauna Sand fait un essai que Hugh Hefner approuve et elle devient alors Miss Mai 1996 du magazine.
Shauna Sand commence sa carrière d’actrice par une apparition spéciale aux côtés de son futur mari Lorenzo Lamas dans la série télévisée Le Rebelle dont il est le personnage principal.
Après leur divorce, elle apparaît dans des séries télévisées telles que Charmed (saison 5, épisode 14) et Air America (3 épisodes) et dans des films tels que The Chosen One: Legend of the Raven en 1998 et la comédie The Deviants en 2004. En 2009 on peut apercevoir Shauna dans Les Lamas : La Famille rebelle (Leave it to Lamas).
La même année, des rumeurs ont circulé sur internet disant qu’elle devait participer à la troisième saison de l’émission de télé-réalité La Ferme Célébrités, diffusée sur TF1 de janvier à avril 2010. Ces rumeurs n'ont pas été avérées.
En juillet 2010, Shauna a posé nue dans le magazine Entrevue, aux côtés de la chanteuse et participante à la troisième saison de Secret Story, Angie Be.
La même année, elle se lance dans la musique avec le titre Everybody Wants 2 B a Pornstar avec Anna Garcia (en). Dans cette chanson, elle chante en français et en anglais. Son ex-mari, Romain Chavent, fera une apparition dans le clip. Depuis le 29 mars 2011, le single est disponible en intégralité sur YouTube. Sa commercialisation est prévue pour le 11 mai 2011 en téléchargement légal[réf. souhaitée].
Shauna apparaît dans Bienvenue à Bimboland, un documentaire diffusé à compter du 17 mars 2011 sur Direct Star[réf. souhaitée].
Shauna Sand apparaît en tant guest dans la première saison de L'Île des Vérités
À partir de mars 2012 et pendant les trois premières saisons, Shauna participe à Hollywood Girls, où elle incarne Geny G, la principale antagoniste de la série.

## Vie privée
Shauna Sand a été mariée à l’acteur Lorenzo Lamas du 27 avril 1996, jusqu’à leur divorce le 8 octobre 2002. Ils ont eu trois filles ensemble ; Alexandra née le 22 novembre 1997, Victoria née le 24 avril 1999 et Isabella née le 2 février 2001.
Elle a ensuite épousé Romain Chavent (34 ans), connu notamment pour sa participation à l’émission de télé réalité Secret Story à l’été 2009. Ils étaient alors déjà officiellement séparés.
En novembre 2009, une sextape de Shauna Sand et son ex petit-ami, Antoine, commence à circuler sur internet. Avec l’autorisation de cette dernière, la vidéo sera publiée par Vivid Entertainement sous le nom de Shauna Sands Exposed.
Le 16 janvier 2011, Shauna s’est mariée avec Laurent Homburger, un Français de 24 ans qui a participé en tant que tentateur à l’émission L’Île de la tentation 8 sur Virgin 17 en 2010[réf. souhaitée].
Dans la nuit du jeudi 19 mai 2011, Shauna Sand a été arrêtée à son domicile de Beverly Hills, ainsi que son mari Laurent, pour cause de violences conjugales. Ce sont ses voisins qui ont appelé la police en prétextant une bagarre nocturne. La raison de cette violente dispute est que la playmate a demandé le divorce.
En décembre 2014, elle perd le droit de garde de ses trois filles à la suite de comportements inappropriés. Ses trois enfants vivent désormais chez leur père Lorenzo Lamas. Elle n'a droit de les voir qu'un week-end sur deux.

## Filmographie

### Cinéma
- 1997 : Black Dawn : Thumper
- 1998 : The Chosen One: Legend of the Raven : Emma
- 1998 : Back to Even : infirmière
- 2002 : The Circuit 2: The Final Punch : infirmière
- 2004 : The Deviants : Mrs. Jones
- 2004 : Ghost Rock : rôle inconnu
- 2007 : Succubus: Hell Bent (vidéo) : Jacuzzi Woman
- 2009 : Shauna Sand Exposed[5] Elle-même (Sextape)

### Télévision
- 1995 - 1997 : Le Rebelle :
  - (saison 4, épisode 4 : Le Célibataire le plus recherché) : Brunette
  - (saison 4, épisode 21 : Pièces à conviction) : Ashley Bond
  - (saison 5, épisode 07 : Molly) : Lake Bradshaw
  - (saison 5, épisode 11 : La Rançon) : Lake Bradshaw
  - (saison 5, épisode 17 : Sexe, mensonge et enlèvement) : Lake Bradshaw
- 1998 - 1999 : Air America (14 épisodes) : Dominique
- 2001 : Le Monde des ténèbres (Dark Realm) (saison 1, épisode 09 : Johnny's Guitar) : Mercedes
- 2003 : Charmed (saison 5, épisode 14 : Le Marchand de sable) Sienna
- 2004 : Las Vegas (saison1, épisode 21 : Pour une poignée de diamants) : strip-teaseuse #1
- 2009 : Les Lamas : La Famille rebelle (Leave it to Lamas) : elle-même (téléréalité)
- 2011 : Bienvenue à Bimboland : Elle-même (Reportage Direct Star)
- 2012 - 2014 : Hollywood Girls : Geny G (saisons 1 à 3)
- 2015 : Botched 2 : Elle-même (téléréalité)

### Participantes
- 2011 : L'île des vérités 1 sur NRJ12 (téléréalité)
- 2025 : The Power : Qui aura le pouvoir 2 sur W9 (téléréalité)

## Musique
- 2010 : Everybody Wants 2 B A Pornstar (featuring Anna Garcia)

### Sources
- (en) Cet article est partiellement ou en totalité issu de l’article de Wikipédia en anglais intitulé « Shauna Sand » (voir la liste des auteurs).
- (en) « Playmate listing at UChicago »(Archive.org • Wikiwix • Archive.is • Google • Que faire ?) (consulté le 17 décembre 2013)
- (en) Shauna Sand sur le site officiel de Playboy.
- (en) Romain Chavent & Shauna Sand: Married, Divorcing sur thehollywoodgossip.com.
- (en) Site officiel de la sextape de Shauna Sand (lien à caractère pornographique)